# Curb (album)
Curb è l'album di esordio della rock band canadese Nickelback. Registrato ai Turtle Recording Studios di Richmond, nella Columbia Britannica, con il produttore Larry Anschell, uscì nel 1996 soltanto in Canada. Dopo la firma della band per la Roadrunner Records nel 1999, Curb fu pubblicato nel resto del mondo il 25 giugno 2002.
Dopo l'uscita del primo EP, Hesher, precedentemente nello stesso anno, i Nickelback registrarono il loro primo album in studio. Parte del materiale fu prodotto a partire dal 1993, e fu scritto principalmente dal cantante e chitarrista della band Chad Kroeger, nonostante siano accreditati tutti e quattro i membri. Sono presenti quattro tracce già pubblicate nel precedente EP: Where?, Left, Fly e Window Shopper.
In contemporanea all'uscita internazionale, nel 2002, Curb esordì alla posizione 182 nella Billboard 200 e alla 185 nella UK Albums Chart. Il disco è stato certificato oro in Canada e argento nel Regno Unito. Fly fu l'unico singolo, accompagnato anche da un video musicale, estratto dall'album.

## Il disco
La maggior parte del materiale dell'album di esordio fu scritto dal leader della band Chad Kroeger, a partire dal 1993, che fu notevolmente influenzato dalla musica popolare a Seattle in quel periodo, il grunge. 
La traccia omonima all'album fu scritta dopo che un amico dei fratelli Kroeger, di nome Kirby, fu coinvolto in un incidente stradale nel quale il guidatore dell'altro veicolo era la propria fidanzata dell'epoca, che rimase uccisa nell'impatto. Parlando dell'incidente, Kroeger ha ricordato: "Lui si trovava su una collina nel bel mezzo del nulla, su una strada sterrata, e ha avuto un impatto frontale con un altro veicolo. Kirby è saltato fuori dalla propria auto sanguinante, picchiando piuttosto male a terra, dopodiché ha aperto la porta dell'altra auto e si è trovato di fronte la sua ragazza. [...] Ho provato a immaginare come poteva sentirsi in quel momento, ed è da lì che venuta questa canzone."
Curb fu registrato nel gennaio 1996 ai Turtle Recording Studios di Richmond, nella Columbia Britannica. 
"Fly" e "Window Shopper" sono stati ripresi direttamente dal primo EP della band Hesher, registrato ai Crosstown Studios di Vancouver, nella Columbia Britannica, e uscito precedentemente nello stesso anno. 
"Where?" e "Left" uscirono anch'essi su Hesher, ma vennero registrati nuovamente per il nuovo album. "Just For" fu riproposta nell'album del 2001 Silver Side Up.

## Tracce
Testi scritti da Chad Kroeger; musica composta da Nickelback, eccetto dove segnato.
1. Little Friend  – 3:48
2. Pusher  – 4:00
3. Detangler  – 3:41
4. Curb  – 4:51
5. Where? (Nickelback, Jeff Boyd) – 4:27
6. Falls Back On  – 2:57
7. Sea Groove  – 3:58
8. Fly (Nickelback, Boyd) – 2:53
9. Just For  – 3:54
10. Left (Nickelback, Boyd) – 4:03
11. Window Shopper (Nickelback, Boyd) – 3:42
12. I Don't Have  – 4:07

Durata totale: 46:24

## Formazione

### Nickelback
- Chad Kroeger - voce, chitarra solista
- Ryan Peake - chitarra ritmica, seconda voce
- Mike Kroeger - basso
- Brandon Kroeger - batteria

### Altri musicisti
- Jeff Boyd - chitarra ritmica (in Where?, Fly, Left e Windows Shopper)
- Ariel Watson - violoncello in Curb
- Boyd Grealy - batteria e percussioni in Curb

## Cast tecnico
- Larry Anschell – produzione, ingegnere del suono, missaggio, masterizzazione
- Jeff Boyd – produzione, ingegnere del suono (Fly e Window Shopper)
- George Leger – masterizzazione
- George Marino – masterizzazione (Ristampa 2002)

## Classifiche
| Classifica (2002) | Posizione massima |
| ----------------- | ----------------- |
| Germania          | 79                |
| Regno Unito       | 185               |
| Stati Uniti       | 182               |
| Svizzera          | 72                |